# Чо Ёнук
Чо Ёнук (кор. 조영욱 (축구 선수); 5 февраля 1999, Республика Корея) — корейский футболист, нападающий клуба «Сеул» и сборной Республики Корея.

## Карьера
Воспитанник футбольной команды «Университет Корё». В январе 2018 года перешёл в «Сеул». 1 марта дебютировал в основном составе столичного клуба. 25 апреля забил свой первый гол в ворота «Чоннам Дрэгонз».
Чо Ёнук выступал за сборную до 19 лет в отборочном турнире чемпионата Азии 2018. В 4 матчах сумел забить 6 голов и стал лучшим бомбардиром отборочного турнира.

## Достижения
- Финалист юношеского чемпионата Азии 2018
- Финалист молодёжного чемпионата мира 2019